# Keenes
Keenes és una població dels Estats Units a l'estat d'Illinois. Segons el cens del 2000 tenia 99 habitants.

## Demografia
Segons el cens del 2000, Keenes tenia 99 habitants, 39 habitatges, i 31 famílies. La densitat de població era de 294 habitants/km².
Dels 39 habitatges en un 38,5% hi vivien nens de menys de 18 anys, en un 59% hi vivien parelles casades, en un 7,7% dones solteres, i en un 20,5% no eren unitats familiars. En el 17,9% dels habitatges hi vivien persones soles el 10,3% de les quals corresponia a persones de 65 anys o més que vivien soles. El nombre mitjà de persones vivint en cada habitatge era de 2,54 i el nombre mitjà de persones que vivien en cada família era de 2,81.
Per edats la població es repartia de la següent manera: un 26,3% tenia menys de 18 anys, un 16,2% entre 18 i 24, un 20,2% entre 25 i 44, un 27,3% de 45 a 60 i un 10,1% 65 anys o més.
L'edat mediana era de 30 anys. Per cada 100 dones de 18 o més anys hi havia 87,2 homes.
La renda mediana per habitatge era de 16.875 $ i la renda mediana per família de 16.250 $. Els homes tenien una renda mediana de 33.750 $ mentre que les dones 13.500 $. La renda per capita de la població era de 9.034 $. Aproximadament el 35,3% de les famílies i el 40,4% de la població estaven per davall del llindar de pobresa.

## Poblacions més properes
El següent diagrama mostra les poblacions més properes.